# Rohizna, Volodarka
Rohizna (în ucraineană Рогізна) este o comună în raionul Volodarka, regiunea Kiev, Ucraina, formată numai din satul de reședință.

## Demografie
Componența lingvistică a comunei Rohizna
     Ucraineană (99,18%)
     Alte limbi (0,82%)
Conform recensământului din 2001, majoritatea populației comunei Rohizna era vorbitoare de ucraineană (99,18%), existând în minoritate și vorbitori de alte limbi.